# Spintharus
Spintharus is een geslacht van spinnen uit de  familie van de Theridiidae (kogelspinnen).

## Soorten
- Spintharus argenteus Dyal, 1935
- Spintharus flavidus Hentz, 1850
- Spintharus gracilis Keyserling, 1886